# Jerónimo Bugeda Muñoz
Jerónimo Bugeda Muñoz (Tarancón, 30 de juliol de 1904 – Mèxic, 1971) va ser un polític socialista espanyol.

## Biografia
Va estudiar la carrera de Dret en la Universitat Central de Madrid, obtenint la llicenciatura en 1923. Va aconseguir per oposició la plaça d'advocat de l'Estat, i va ser destinat a Jaén.
Va ser director general de Propietats, cap del Cadastre de Rústica, president del consell d'administració de les mines d'Almadén, Vicepresident del comitè central de Confiscació dels béns de la Corona, Vocal del Patronat de Confiscació dels Béns dels Jesuïtes. Conseller de la Caixa de Previsió Social d'Andalusia Oriental.
Afiliat al Partit Socialista Obrer Espanyol, va ser diputat per la província de Jaén a les eleccions generals espanyoles de 1931, 1933 i 1936. Va ser membre de la Comissió de les Corts per depurar les responsabilitats polítiques durant la Dictadura de Primo de Rivera.
Durant la Guerra Civil, va ser sotssecretari d'Hisenda, i més tard assessor jurídic del Govern de la República a París, alineant-se amb el sector negrinista del Partit Socialista.
Ramón Serrano Súñer va salvar la vida gràcies a la seva intervenció, ja que va aconseguir que el diputat dretà fos traslladat a un hospital, d'on es va evadir el 20 de gener de 1937.
Es va exiliar en Cuba després de finalitzar la guerra civil. Va ser expulsat del partit juntament amb altres partidaris de Negrín. El 24 d'octubre de 2009, d'acord amb una resolució del 37 Congrés Federal, va ser readmès a títol pòstum en el PSOE, juntament amb altres 35 afiliats expulsats en 1946, entre els quals s'explicaven noms com Juan Negrín, Ramón Lamoneda Fernández, Amaro del Rosal o Max Aub.
Fou acusat per altres republicans a l'exili, d'aprofitar-se del seu càrrec durant la guerra per a acumular una important fortuna i invertir-la a Cuba. El 1954 era membre de la junta de directors del Banco de la Construcción i pocs anys després fou director i accionista de la firma de prospeccin Petróleos Aurrerá, així com un dels principals accionistes de Fomento de Obras y Construcciones, S.A., propietària de l'edifici FOCA, el més alt de Cuba en aquells anys.
Novament a l'exili, aquest cop després de la presa del poder per Fidel Castro, morí a Mèxic el 1971.